# Jehkastunturit
Jehkastunturit är en bergskedja i Finland, på gränsen till Norge. Den ligger i den norra delen av landet, 1 000 km norr om huvudstaden Helsingfors.